# ウーゴ (イタリア王)
ウーゴ・ダルルス（伊: Ugo d'Arles）またはユーグ・ダルル（仏: Hugues d'Arles, 880年頃 - 947年4月10日）は、ボソン家出身のイタリア王（在位：926年 - 947年）。プロヴァンス公（在位：911年 - 933年）、アルル伯（在位：911年 - 923年）。彼は治世の間、親族に権力を与え、ビザンツ帝国との関係を築こうとした。彼は外敵から領土を守ることに成功したが、多くの敵を作り、死の前に権力の座から退くことになった。

## 生い立ち
ウーゴはアルル伯テオバルドとロタール2世の娘ベルタとの息子である。彼はアルル伯位およびヴィエンヌ伯位を相続し、プロヴァンス王国で最も有力な貴族となった。905年、プロヴァンス王でもあったローマ皇帝ルイ3世（盲目王）は、ベレンガーリオ1世により捕まり、盲目にされイタリアからプロヴァンスに亡命してきた。ウーゴはルイの首席顧問兼摂政となり、911年まで、王の特権のほとんどはウーゴにより行使され、ルイはプロヴァンス公とヴィエンヌ侯の地位を与えた。彼は首都を彼の一族の地であるアルルに移し、プロヴァンス王ボソと最初の妻との娘で、ルイ3世の異母姉と思われるウィラと結婚した。
正確な年月は不明だが、ウーゴ、その弟ボソおよびユーグ・タイユフェルに率いられたプロヴァンス軍は、ウーゴの母ベルタの助けによりロンバルディアに侵攻した。コンスタンティノス7世の記録によると、それは923年から924年のこととなるが、クレモナのリウドプラントの記録によるとそれはもっと早く、917年から920年の間となる。
922年頃、多くのイタリア貴族がそれまでのイタリア王ベレンガーリオ1世に対して反乱を起こし、ブルグント王ルドルフ2世をイタリア王に選出した。それは内乱を引き起こし、924年にベレンガーリオ1世は暗殺されるにいたった。

## イタリア王位
ベレンガーリオの支持者たちは、ブルグント王ルドルフ2世を受け入れるよりもむしろ、ウーゴを925年に王に選んだ。 ルドルフ2世は926年にイタリアから脱出し、ウーゴはアルプスを越え王位に就いた。彼が不在の間、プロヴァンス王ルイはヴィエンヌの彼の領地を息子シャルル・コンスタンティンに与えた。ルイは928年6月5日に死去し、ウーゴはプロヴァンスに戻った。
どういうわけか、シャルル・コンスタンティンもウーゴもプロヴァンス王に選ばれなかったが、ウーゴは王国をイタリアに事実上併合し、イタリア大法官府からプロヴァンスに関する外交文書が発行された。彼はプロヴァンスの領土を与える権利をも掌握した。
ウーゴの治世は成功のうちに始まった。彼は王国の中央集権を強化させ、数十年の間イタリアを悩ませてきたマジャール人による襲撃に対し、かなりの成功を収めている。
928年9月、ウーゴはフランス王ラウール（プロヴァンス王ルイの従兄弟）およびヴェルマンドワ伯エルベール2世とブルゴーニュで会見し、ウーゴはシャルル・コンスタンティンに対抗してエルベールの息子オドーをヴィエンヌ伯に任命した。ウーゴはいまだブルグント王ルドルフ2世と対立しており、ブルグント王家に対抗してフランス王と同盟を結びたいと考えていた。しかし、930年までに、シャルル・コンスタンティンはヴィエンヌを完全に掌握し、931年までにはフランス王ラウールはヴィエンヌとリヨネーの宗主権を要求した。ブルグントにおけるこれらの政策の失敗から、ウーゴはイタリアにおける彼の支配を固め、ローマ皇帝位を手に入れることに重きを置くようになった。彼はイタリア貴族に彼の息子ロターリオ2世を次の王として認めさせ、931年4月に彼を戴冠した。同年、彼は異父弟のトスカーナ辺境伯ランベルトが王に対し陰謀を企てていると非難し、トスカーナ辺境伯位を剥奪し、弟ボソに授けた。しかし、ウーゴにはランベルトを廃位する他の理由があった。ランベルトは彼とマロツィアとの結婚の障害となっていたからである。ランベルトの支持者たちはブルグント王ルドルフ2世に助けを求めたが、ウーゴはルドルフにヴィエンヌとリヨネーを譲り、933年に、ルドルフはイタリアにおけるすべての権利を放棄した。
936年、ウーゴは弟トスカーナ辺境伯ボソの後に、自身の庶子ウベルトをトスカーナ辺境伯位に就けた。彼は、ヴィエンヌのオクタヴィオンをユーグ・タイユフェルに与え、プロヴァンスにおける影響力を保持するためシャルル・コンスタンティンとの関係を修復した。

## 3度目の結婚
しかし、ウーゴの3度目の結婚による権力の強化への試みは完全に失敗した。結婚相手のマロツィアはローマ貴族出身で、スポレート公アルベリーコ1世およびウーゴの異父弟トスカーナ辺境伯グイードの寡婦であった。異父弟グイードの寡婦であるということは、2人は近親関係にあり、この結婚は教会法に違反していた。このため、ウーゴは母親の2度目の結婚による親族を排除し、931年にトスカーナを同父弟ボソに与えることでこれを回避しようとした。しかし、これは同時にマロツィアの最初の夫との子であるアルベリーコ2世を警戒させることとなった。932年、アルベリーコはウーゴが連れてきた外国の軍隊に対する不信をローマ人に訴え、結婚式の祝宴の最中にクーデターを起こした。ウーゴはロープをつたって軍と合流し、かろうじてサンタンジェロ城から脱出したが、マロツィアは数年後に死を迎えるまで幽閉された。
これらのことで、イタリアにおけるウーゴの影響力はダメージを受けたが、完全になくなったわけではなかった。ウーゴはミラノにおける立場が有利になるように、自身の庶子であるミラノ助祭長テバルドを出家させてミラノ大司教の座に就けた。彼はマジャール人や、プロヴァンスのフラクシネに拠点を置くアンダルシアの海賊との戦いも継続した。外交面でも彼の政策は効果があった。彼は、ルドルフ2世がイタリアにおける要求をやめた代わりにプロヴァンスを与え、ルドルフの娘アーデルハイトとウーゴの息子ロターリオ2世とを結婚させることで933年にルドルフと盟約を結んだ。友好な関係はビザンティン皇帝とも維持され、アルベリーコ2世とも娘アルダと結婚させることで関係を修復した。
ウーゴは王国内の要職や領地の多くを、親族や古くからの信頼できる友人に与えた。このことはイタリア貴族にとって脅威となり、最終的に反乱を引き起こした。941年、ウーゴはイヴレーア辺境伯ベレンガーリオをイタリアから追い出し、イヴレーア辺境伯位を取り上げた。しかし945年、ベレンガーリオは追放先のドイツから帰還し、ウーゴを戦いで打ち破った。ベレンガーリオがミラノで開いた帝国議会によりウーゴは廃位されたが、名目上の王位を保持することで彼はそれを受け入れ、ロターリオを名目上の王として残してプロヴァンスに戻り、すべての事実上の権力はベレンガーリオの手に渡った。
ウーゴはプロヴァンスに隠棲したが、自身の地位は947年まで保持し続けた。

## 家族
最初に、プロヴァンス王ボソの娘でブルグント王ルドルフ1世の寡婦ウィラと結婚した。2人の間には子供はいない。
924年以前に、アルダ（ヒルダ）と2度目の結婚をした。ウーゴの嫡出子はアルダとの子のみである。
- アルダ（925年 - 954年） - アルベリーコ2世と結婚、教皇ヨハネス12世の母
- ロターリオ2世（926年/928年 - 950年） - イタリア王、ローマ皇帝

932年に、スポレート公アルベリーコ1世の寡婦マロツィアと3度目の結婚をした。2人の間には子供はいない。
937年12月12日に、シュヴァーベン大公ブルヒャルト2世の娘でブルグント王ルドルフ2世の寡婦ベルタと4度目の結婚をした。2人の間には子供はいない。
少なくとも4人の妾との間に、6人の庶子がいる。
- ウベルト - トスカーナ辺境伯、スポレート公
- ベルタ（エウドキア） - ビザンティン皇帝ロマノス2世と結婚、プロヴァンスの領土を継承
- ボソ - ピアチェンツァ司教、王室書記
- ロトリンド（ロレンド） - パヴィア伯ベルナルドと結婚
- テバルド - ミラノ大司教
- ゴドフロア - ノナントラ修道院長